# Pega (Guarda)
Pega es una freguesia portuguesa del concelho de Guarda, con 10,94 km² de superficie y 192 habitantes (2001). Su densidad de población es de 17,6 hab/km².

## Galería

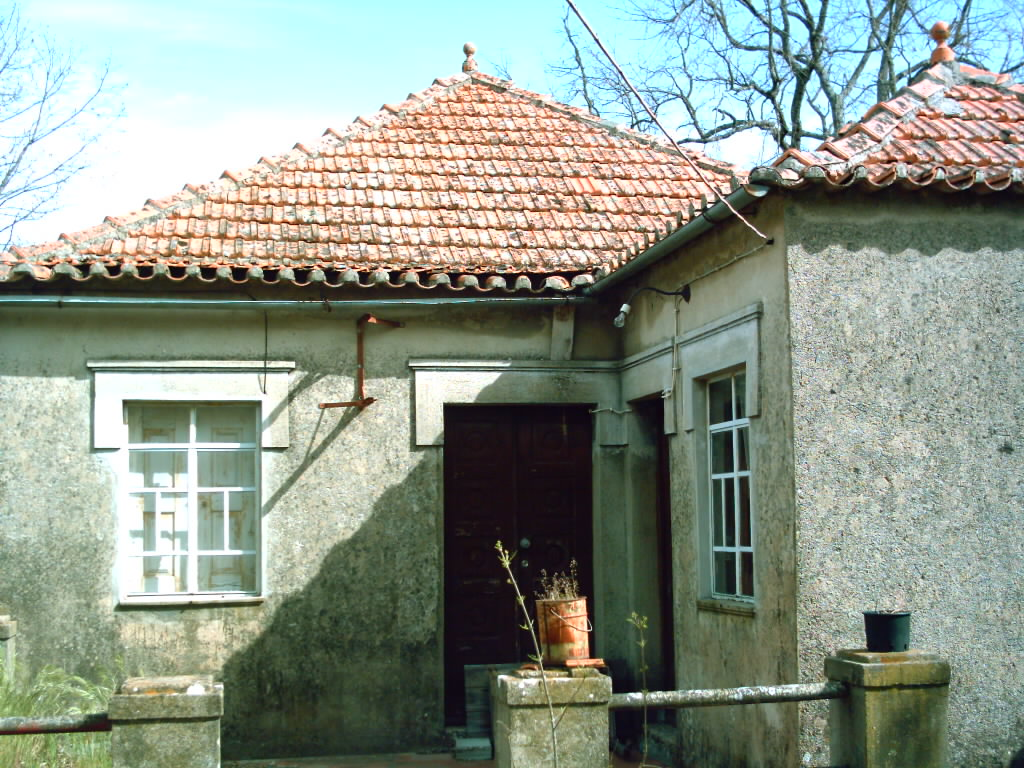
Casa en Pega
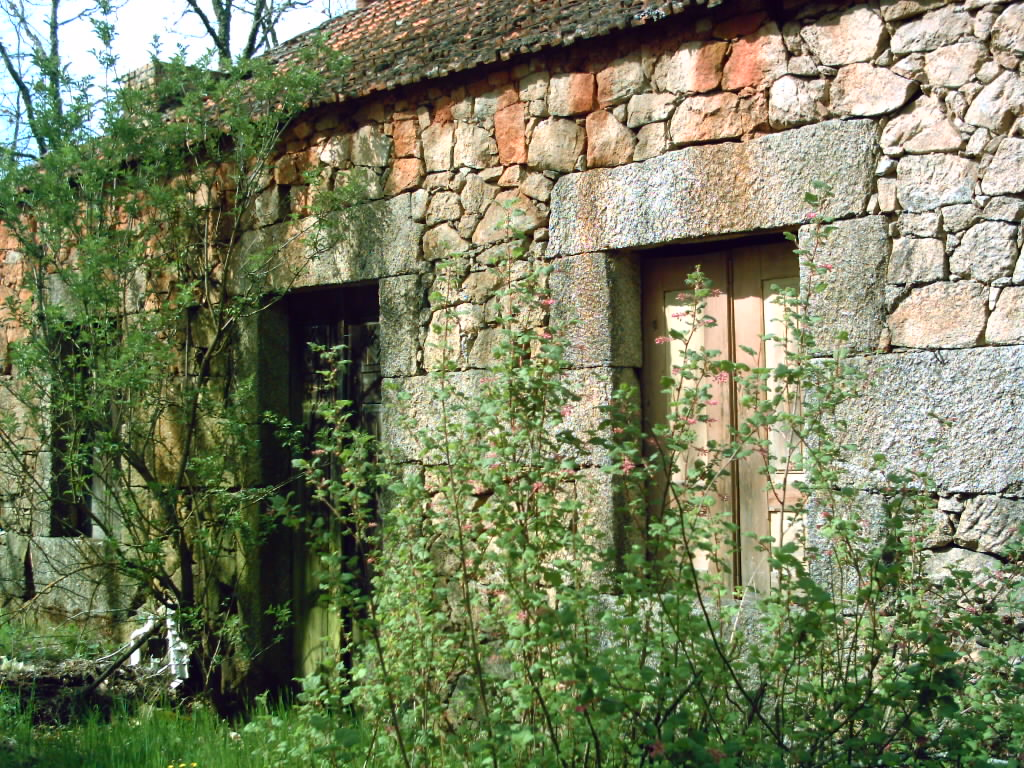
Casa antigua en Pega